# Sausal (Chicama)
Sausal es una localidad peruana ubicada en el Distrito de Chicama de la Provincia de Ascope, Región La Libertad. Se ubica aproximadamente a unos 58 kilómetros al noreste de la ciudad de Trujillo.